# حافظ أحمد القباني
حافظ أحمد القباني، مذيع وصحفي واعلامي عراقي، أشتهر بعنوان كبير المذيعين، ولد في بغداد عام 1926م، من عائلة بغدادية كانت تسكن منطقة المربعة في شارع الرشيد وتمتهن مهنة القبانة ومنها اكتسب اللقب، وأكمل دراسته الابتدائية والثانوية في مدارس بغداد، وسافر إلى الإتحاد السوفيتي وحصل على شهادة ماجستير في القانون في أوائل عقد الستينات من القرن العشرين.
مارس مهنة الصحافة مبكراً فعمل كرئيس تحرير لعدد من الصحف العراقية ومنها صحيفة الشعب، وصحيفة النديم، وصحيفة البلاد، وصحيفة الشرق. وكان رياضياً مشهوراً وحصل على الجائزة الأولى في الفروسية. ولقد اقترن اسمه بالإعلامية العراقية أمل القباني التي رافقته وساندته ووقفت معهُ في سنواتهِ الأخيرة بعد أن فقد بصره، وساعدته على تأليف كتاب عن تجربتهِ في العمل بالتلفزيون بعنوان (التجربة العائمة، تحليل وذكريات).

## أعماله وإنجازاته
- كان أول مقال صحفي نشره في مجلة (رسائل اخوان الصفا) التي أصدرها قاسم الخطاط في عقد الأربعينات من القرن العشرين، ونشر في مجلة الصباح المصرية أول نقد سينمائي عن فلم القاهرة - بغداد.
- عمل في الإذاعة عام 1946 كممثل، بأسم (فرقة القباني)، ثم انظم إلى فرقة الإذاعة مع الفنان خليل شوقي.
- عمل مذيعاً في الإذاعة عام 1948 ولفترة طويلة حتى أشتهر بعنوان كبير المذيعين، ولقد قدم العديد من البرامج مذيعاً ومخرجاً وكاتباً، إضافة إلى مشاركاتهِ في الاذاعات العربية منها إذاعة صوت العرب، وإذاعة القدس، وإذاعة الشرق الادنى، وقيل عنهُ إنهُ أول من استخدم الهاتف في إجراء حوار مباشر على الهواء.
- يعتبر من أوائل المذيعين الذين عملوا في الإذاعة والتلفاز العراقي وقدم العديد من البرامج منها برنامج سؤال وأغنية، وبرنامج القصخون، وبرنامج صح المثل، وبرنامج 10 دقائق.[6]
- أسندت إليه مهمة تأسيس معهد التدريب الإذاعي في بغداد، حيث تولى الأشراف على المناهج الدراسية والدورات الاذاعية في المعهد.
- قدم محاضرات عن العمل الإذاعي في كلية الآداب بقسم الاعلام، وكذلك في كلية الفنون الجميلة
- اذاع في إذاعة صوت العرب من القاهرة عام 1958م[7]، وأذاع لمدة سنة كاملة من إذاعة باكو في أذربيجان.

## من مؤلفاته
كان للقباني عدد من المؤلفات وطبع ونشر منها:
- المذيع.
- كتاب مترجم عن (الريبورتاج).
- التجربة العائمة، تحليل وذكريات.

## وفاته
توفى حافظ القباني في بغداد عام 2004م.